# Limeshain
Limeshain là một đô thị ở huyện Wetterau, bang Hessen, Đức. Đô thị Limeshain có diện tích 12,52 km², dân số thời điểm ngày 31 tháng 12 năm 2006 là 5417 người. Đô thị này có cự ly khoảng 28 km về phía đông bắc Frankfurt am Main.